# Isak Michaelson
Isak Michaelson, född 16 januari 1754 i Dernburg utanför Halberstadt, död 17 juli 1825 i Stockholm, var en tysksvensk juvelerare och bankir. Han var farfar till Knut Michaelson.
Isak Michaelson var son till Jechiel Moses. Han kom 1780 till Sverige och blev först betjänt och en tid därefter måg till Aaron Isaac. 1796 övertog han svärfaderns nipperhandel. Han fick 1806 tillstånd att tillsammans med svågern Michael Benedicks anlägga en fabrik för förfärdigande av bijouteri- och galanterivaror. Michaelson arbetade sig snabbt framåt, blev 1811 svensk medborgare och 1814 hovjuvelerare samt fick samma år burskap som grosshandlare. Vid sidan om juveleraraffären drev Michaelson och Benedicks bankrörelse. Innehavarna fick Karl XIV Johans gunst och svenska staten använde sig av firman bland annat vid 1825 års skeppshandel. Då affären misslyckades, fick staten ersätta Michaelson och Benedicks med betydande skadestånd.